# Spathius
Spathius är ett släkte av steklar som beskrevs av Christian Gottfried Daniel Nees von Esenbeck 1818. Spathius ingår i familjen bracksteklar.

## Dottertaxa tillSpathius, i alfabetisk ordning[1][2]
- Spathius acclivis
- Spathius aeolus
- Spathius aethis
- Spathius agrili
- Spathius albiventris
- Spathius albocoxus
- Spathius albuginosus
- Spathius alcine
- Spathius alexandri
- Spathius alternecoloratus
- Spathius alutacius
- Spathius amabilis
- Spathius amoenus
- Spathius anervis
- Spathius angustus
- Spathius annuliventris
- Spathius anomalosis
- Spathius antennalis
- Spathius antisthenes
- Spathius anytus
- Spathius aphareus
- Spathius aphenges
- Spathius apicalis
- Spathius apidanus
- Spathius apotanus
- Spathius applanatus
- Spathius araeceri
- Spathius arcesius
- Spathius arcuatus
- Spathius ares
- Spathius aristaeus
- Spathius artabazus
- Spathius asander
- Spathius asanderoides
- Spathius asclepiades
- Spathius aspersus
- Spathius aspratilis
- Spathius athesis
- Spathius baiun
- Spathius beatus
- Spathius bekilyensis
- Spathius belisareus
- Spathius bellus
- Spathius benefactor
- Spathius berlandi
- Spathius betremi
- Spathius bion
- Spathius blandus
- Spathius brachyurus
- Spathius brevicaudis
- Spathius brevicornis
- Spathius brevipalpus
- Spathius briareus
- Spathius bruesi
- Spathius bruesioides
- Spathius brunneus
- Spathius buonluoicus
- Spathius busirios
- Spathius caenius
- Spathius caicus
- Spathius calacte
- Spathius calligaster
- Spathius canadensis
- Spathius canariensis
- Spathius capaneus
- Spathius capillaris
- Spathius capys
- Spathius carina
- Spathius carinus
- Spathius carterus
- Spathius carus
- Spathius casius
- Spathius cassidorus
- Spathius caudatus
- Spathius cavillator
- Spathius cavus
- Spathius cephisus
- Spathius ceto
- Spathius changbaishanensis
- Spathius chaoi
- Spathius cheops
- Spathius chersonesus
- Spathius chichijimus
- Spathius chrysippus
- Spathius chrysogonus
- Spathius chunliuae
- Spathius clavifemur
- Spathius cleomenes
- Spathius collarti
- Spathius colophon
- Spathius comes
- Spathius convexitemporalis
- Spathius critolaus
- Spathius crossospila
- Spathius cursor
- Spathius curvicaudis
- Spathius cyclops
- Spathius cydippe
- Spathius cyparissus
- Spathius daedalus
- Spathius decebalus
- Spathius delicatus
- Spathius dentatus
- Spathius deplanatus
- Spathius depressithorax
- Spathius dido
- Spathius diphylus
- Spathius dissors
- Spathius dolon
- Spathius dolopes
- Spathius drymus
- Spathius echemus
- Spathius eclectes
- Spathius elaboratus
- Spathius elagabalus
- Spathius elegans
- Spathius elicius
- Spathius elymus
- Spathius epaphus
- Spathius eridamus
- Spathius erigone
- Spathius erymanthus
- Spathius erythrocephalus
- Spathius esakii
- Spathius eunyce
- Spathius euthyradius
- Spathius evansi
- Spathius evideus
- Spathius exarator
- Spathius fasciatus
- Spathius femoralis
- Spathius festus
- Spathius flavicornis
- Spathius floridanus
- Spathius fragilis
- Spathius fukienensis
- Spathius fulvus
- Spathius fuscipennis
- Spathius gades
- Spathius gelleus
- Spathius generosus
- Spathius gentius
- Spathius guamensis
- Spathius gylippus
- Spathius hainanensis
- Spathius hebrus
- Spathius hecate
- Spathius helle
- Spathius hephaestus
- Spathius hikoensis
- Spathius honestor
- Spathius honghuaensis
- Spathius honshuensis
- Spathius imbecillus
- Spathius impus
- Spathius insignis
- Spathius iphitus
- Spathius isocrates
- Spathius japenensis
- Spathius japonicus
- Spathius javanicus
- Spathius kunashiri
- Spathius kurandaensis
- Spathius labdacus
- Spathius laeviceps
- Spathius laflammei
- Spathius lehri
- Spathius leptoceras
- Spathius leptothecus
- Spathius leshii
- Spathius lesovik
- Spathius leucippus
- Spathius libanius
- Spathius lignarius
- Spathius lissus
- Spathius longduensis
- Spathius longicornis
- Spathius longipetiolatus
- Spathius longus
- Spathius lucullus
- Spathius lunganjiding
- Spathius lynceus
- Spathius macroradialis
- Spathius maculosus
- Spathius magnus
- Spathius manni
- Spathius marshi
- Spathius matthewsi
- Spathius medon
- Spathius melleus
- Spathius melpomene
- Spathius merope
- Spathius metris
- Spathius metrodorus
- Spathius miletus
- Spathius mimeticus
- Spathius minutissimus
- Spathius minutus
- Spathius moderabilis
- Spathius montivagans
- Spathius moscus
- Spathius myrtilus
- Spathius naisus
- Spathius nanpingensis
- Spathius narses
- Spathius naupactus
- Spathius nearchoides
- Spathius nearchus
- Spathius neleus
- Spathius nigripetiolus
- Spathius ninus
- Spathius nyctimene
- Spathius obesus
- Spathius ochus
- Spathius ocyroe
- Spathius ogasawarus
- Spathius olearus
- Spathius olynthus
- Spathius omiensis
- Spathius opis
- Spathius ornatus
- Spathius pallidus
- Spathius pammelas
- Spathius parachromus
- Spathius paracritolaus
- Spathius parvulus
- Spathius pasyphae
- Spathius pedestris
- Spathius pedicularis
- Spathius pedunculatus
- Spathius pelides
- Spathius pellitus
- Spathius perdebilis
- Spathius periander
- Spathius persephone
- Spathius petiolatus
- Spathius petrinus
- Spathius phalanthus
- Spathius philippinensis
- Spathius philoctetes
- Spathius philodemus
- Spathius philotas
- Spathius phymatodis
- Spathius pilosus
- Spathius piperis
- Spathius planus
- Spathius pleuralis
- Spathius poecilopterus
- Spathius poliorcetes
- Spathius polonicus
- Spathius polydectes
- Spathius pompelon
- Spathius priapus
- Spathius priscus
- Spathius prodicus
- Spathius proxenus
- Spathius prusias
- Spathius psammathe
- Spathius psammenitus
- Spathius punctatus
- Spathius pyrrhus
- Spathius radialis
- Spathius radzayanus
- Spathius reticulatus
- Spathius rhamnus
- Spathius rhianus
- Spathius robustus
- Spathius rubidus
- Spathius ruficeps
- Spathius rufithorax
- Spathius rufobrunneus
- Spathius rufotestaceus
- Spathius rusticuloides
- Spathius rusticulus
- Spathius sabahus
- Spathius sabronensis
- Spathius scotti
- Spathius sedulus
- Spathius semele
- Spathius sequoiae
- Spathius seres
- Spathius seriphus
- Spathius shennongensis
- Spathius siculus
- Spathius silius
- Spathius simillimus
- Spathius sinicus
- Spathius spasskensis
- Spathius spectabilis
- Spathius spilopterus
- Spathius stigmatus
- Spathius striaticeps
- Spathius strigatus
- Spathius striolatus
- Spathius subtilis
- Spathius sucro
- Spathius sugiurai
- Spathius sul
- Spathius sulmo
- Spathius sumatranus
- Spathius sutshanicus
- Spathius tahitiensis
- Spathius taiwanicus
- Spathius tanycoleosus
- Spathius tenedos
- Spathius tereus
- Spathius testaceitarsis
- Spathius testaceus
- Spathius thyas
- Spathius tityrus
- Spathius trichiosomus
- Spathius tricolor
- Spathius tricoloratus
- Spathius trifasciatus
- Spathius trochanteratus
- Spathius troilus
- Spathius trophonius
- Spathius tros
- Spathius turneri
- Spathius tutuilensis
- Spathius tydeus
- Spathius typhon
- Spathius udaegae
- Spathius ulpianus
- Spathius urios
- Spathius vahalis
- Spathius variipes
- Spathius verustus
- Spathius vesevus
- Spathius wichmanni
- Spathius vindicius
- Spathius virbius
- Spathius vladimiri
- Spathius voltur
- Spathius vulnificus
- Spathius vulturnus
- Spathius wusheensis
- Spathius wuyiensis
- Spathius xanthippus
- Spathius yinggenensis
- Spathius yunnanensis
- Spathius zagreus
- Spathius zamus